# Christiano Junior
José Christiano de Freitas Henriques Junior (Ilha das Flores, Islas Azores, Portugal 1832 - Asunción (Paraguay) 1902), conocido como Christiano Junior fue uno de los fotógrafos más importantes de la Argentina en el siglo XIX. Portugués de nacimiento, emigra a Brasil en 1855. 
Se ignora cómo aprende la técnica fotográfica. En 1863, ejerce su oficio en Río de Janeiro. Durante este período realiza retratos de esclavos y enfermos de elefantitis.
En el año 1865 se muda a Buenos Aires junto a su esposa y sus dos hijos, y en 1867 abre su primer estudio de fotografía ubicado en la calle Florida 150. Tiempo después se muda a otro local por cuestiones de espacio físico en Florida 160. En los comienzos de los '70, abre otra sucursal ubicada en la Calle Artes 118, "Fotografía de la Infancia" atendida por su hijo José V. Freitas Henriques. La gente no tardó en darse cuenta de que estaban ante uno de los fotógrafos más importantes de la ciudad. Muchos personajes de elevada importancia social fueron retratados en su estudio, como Domingo Faustino Sarmiento, Adolfo Alsina, Lucio V. Mansilla o Luis Sáenz Peña. Realizó más de cuatro mil fotografías entre 1873 y 1875, promediando 5 clientes diarios.
Desde 1875 Cristiano Junior fue fotógrafo oficial y socio de la Sociedad Rural Argentina, participó activamente en ésta y hasta se convirtió en colaborador literario. Tenía un interés hacia los temas agropecuarios y una estrecha amistad con varios dirigentes, esto lo llevó a realizar el proyecto de documentación fotográfica de la entidad.
Durante los años 1876 y 1877, lanza a la venta los dos primeros números de un álbum de vistas y costumbres de la República Argentina con tomas de Buenos Aires, los cuales formaban parte de un proyecto denominado “Álbum de vistas y costumbres de la República Argentina desde el Atlántico a los Andes”, que consistía en recorrer distintas ciudades de Argentina creando un álbum para cada una de ellas.
En 1878 vende su estudio a la sociedad Witcomb & Mackern, antecesora de la famosa casa Witcomb, para emprender su viaje y completar su proyecto fotográfico. 
Luego de dejar Buenos Aires, comienza su “gira artística” como él lo denominaba, por varias provincias del interior del país: Santa Fe, Córdoba, Mendoza, San Luis, San Juan, Santiago del Estero, Catamarca, Tucumán, Salta y Jujuy. Esto le tomó 4 años.
Luego de 1883 el autor abandona la práctica fotográfica, dejando inconcluso un gran proyecto fotográfico, que aun así, es extraordinario y único en el contexto la fotografía argentina y latinoamericana.
Christiano Junior fallece en la ciudad de Asunción, en 1902.

## Galería

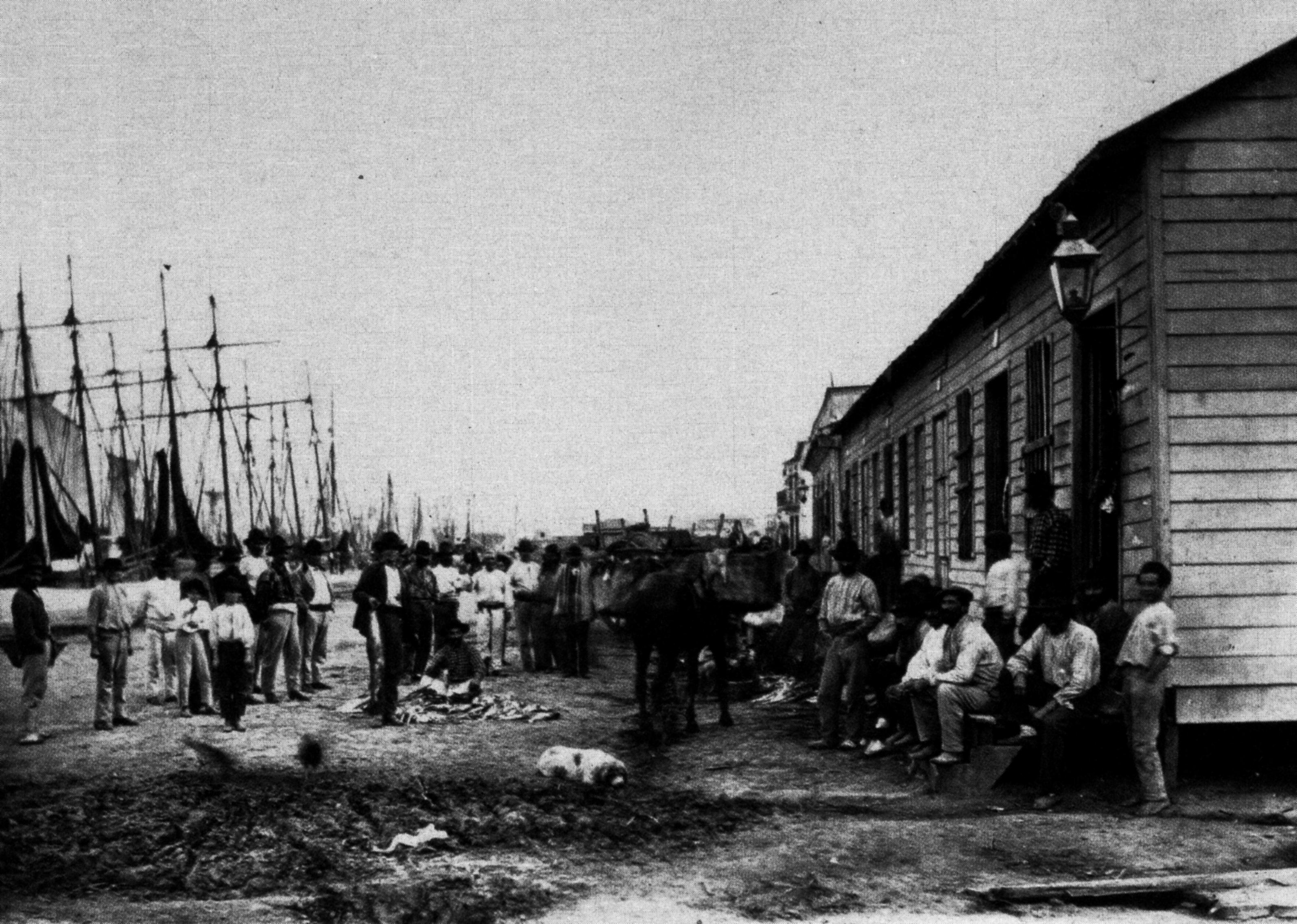
Riachuelo
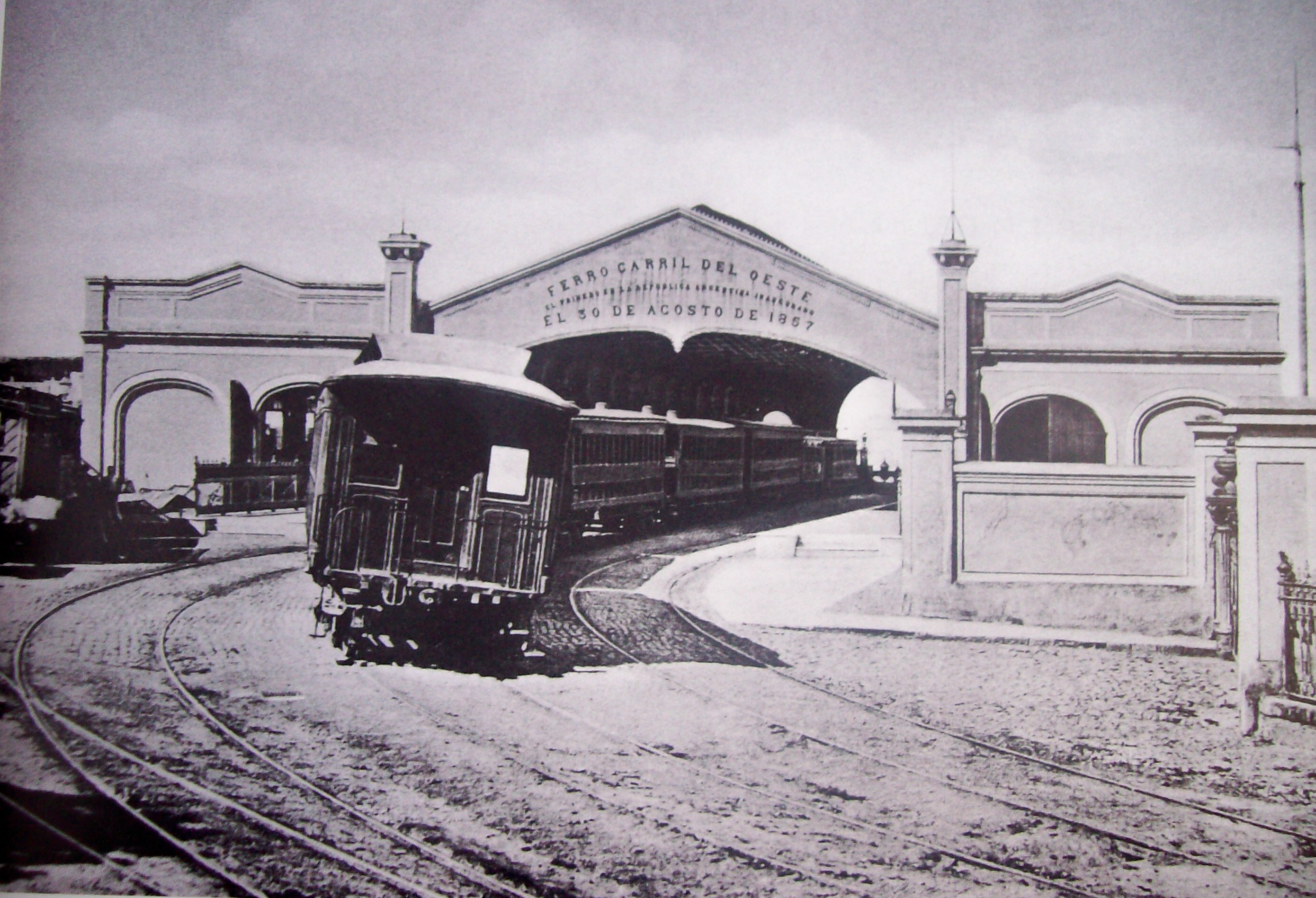
Estación del Parque, del Ferrocarril Oeste
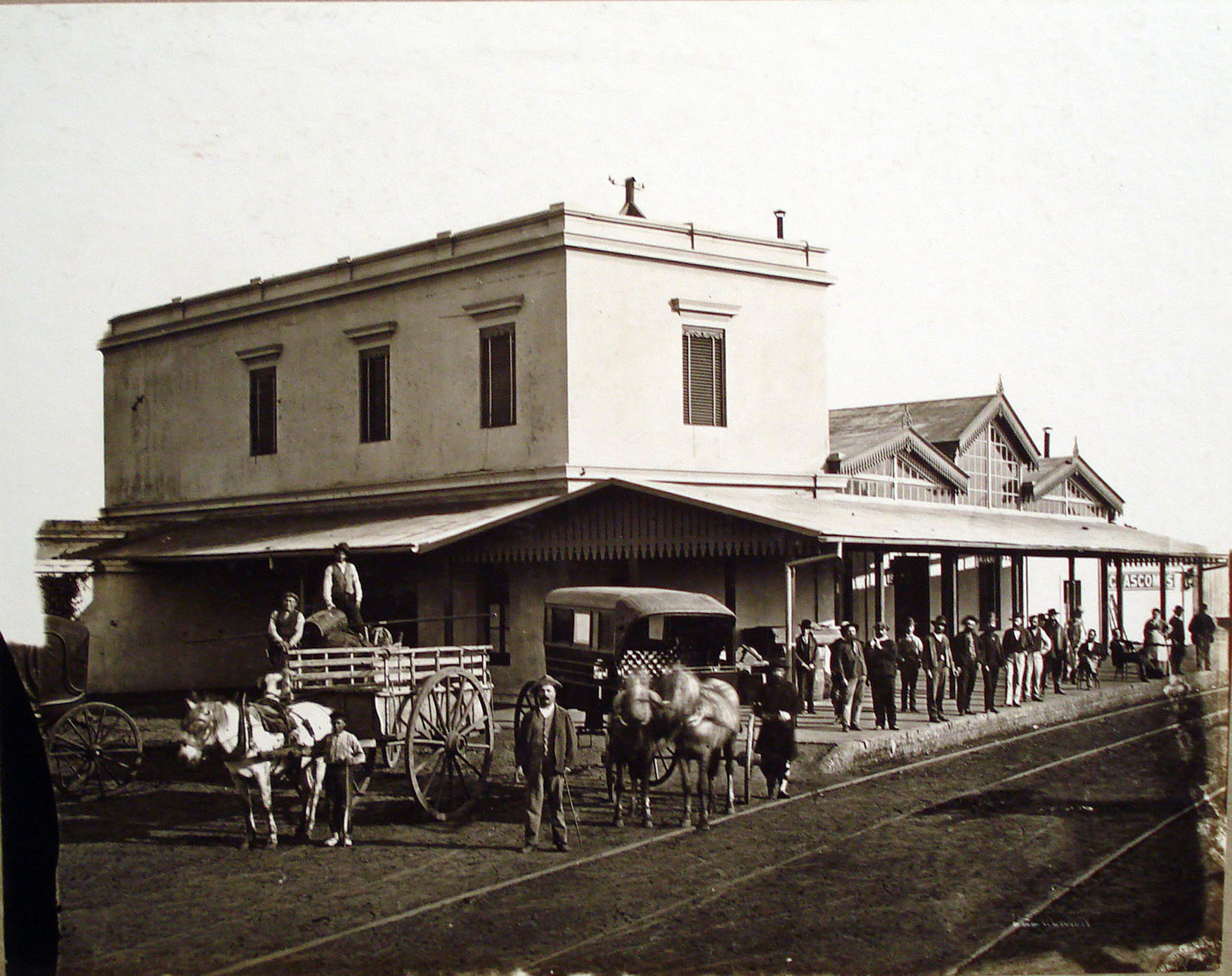
Estación Chascomús
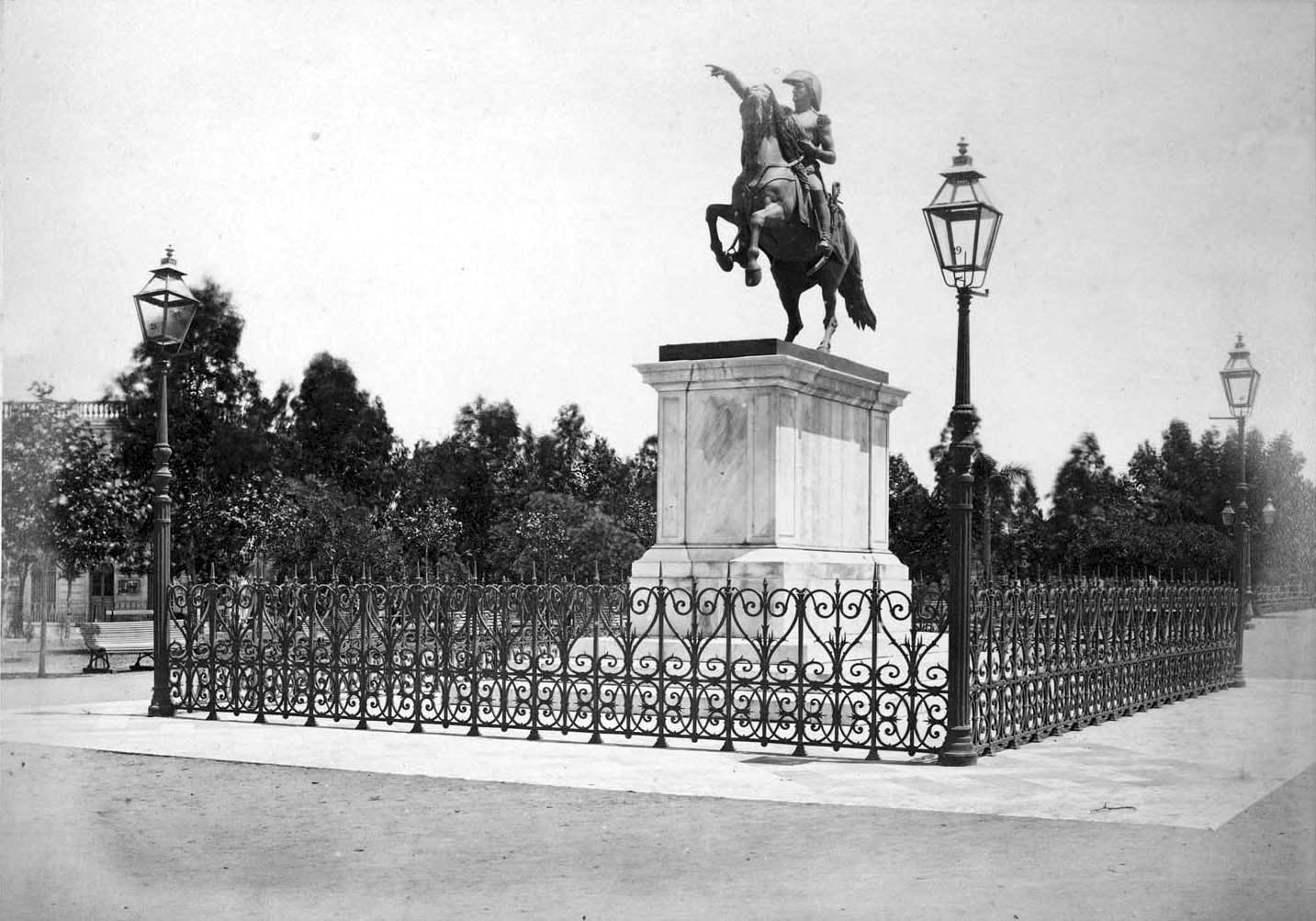
Estatua de José de San Martín
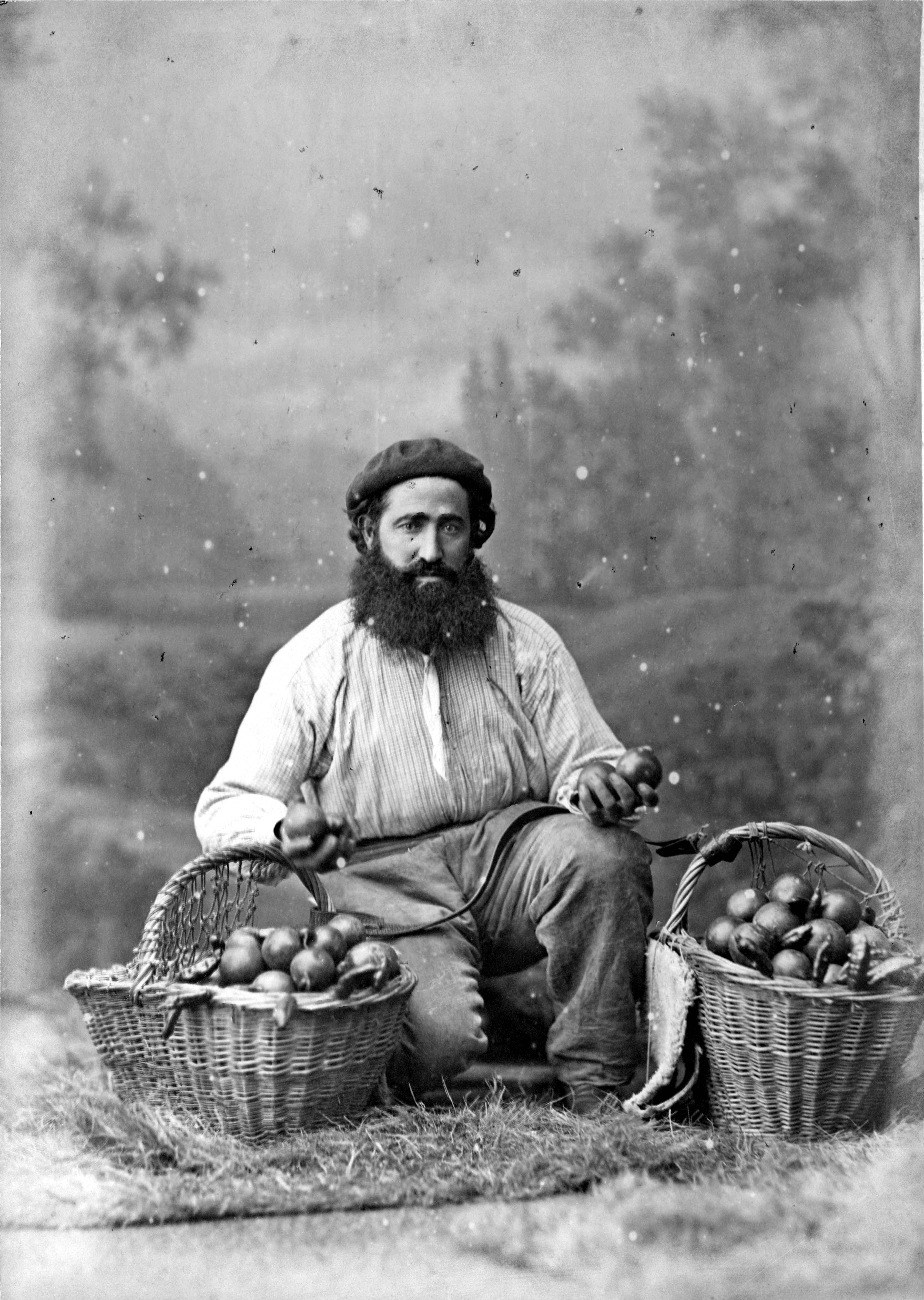
Vendedor ambulante
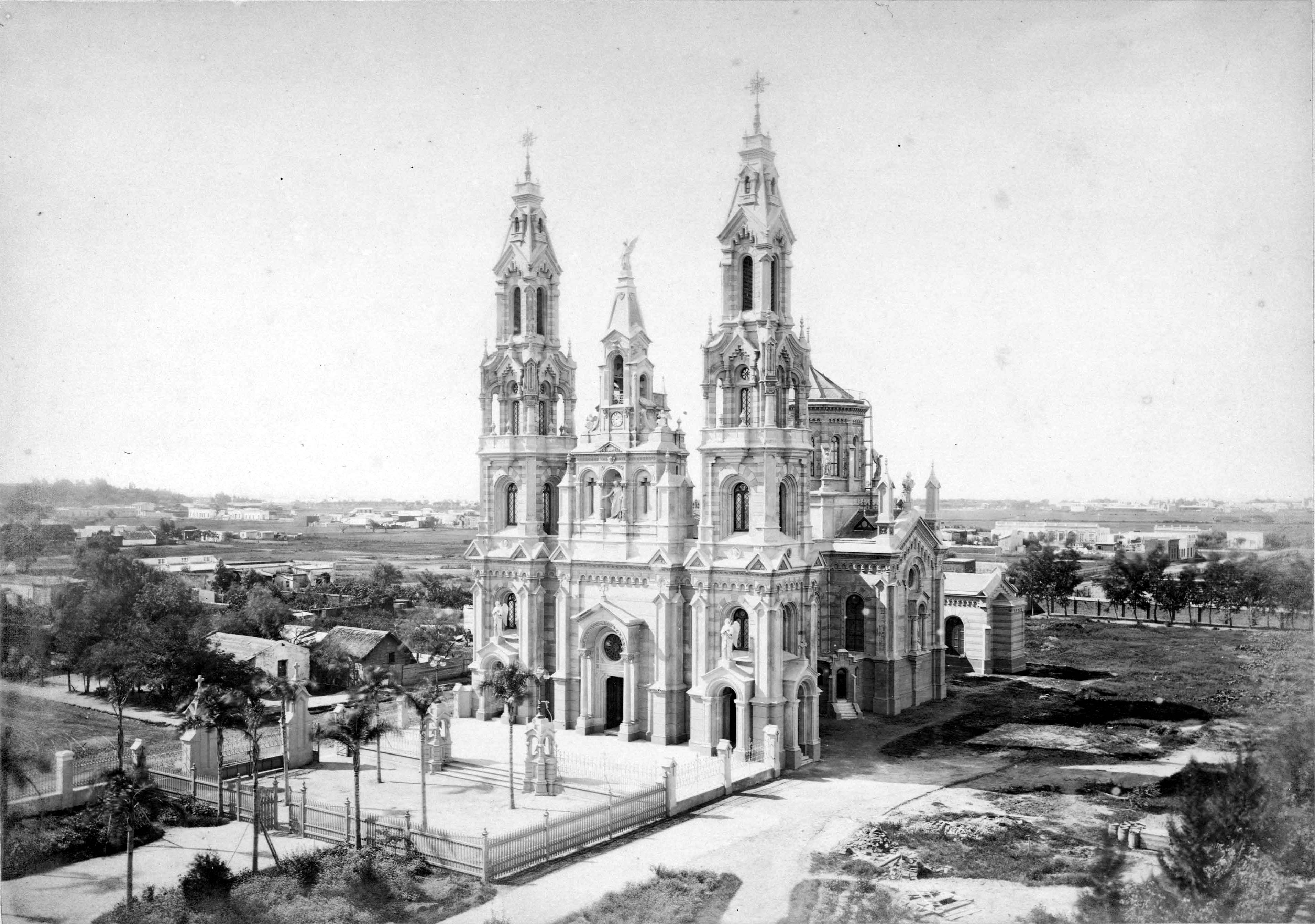
Iglesia Santa Felicitas
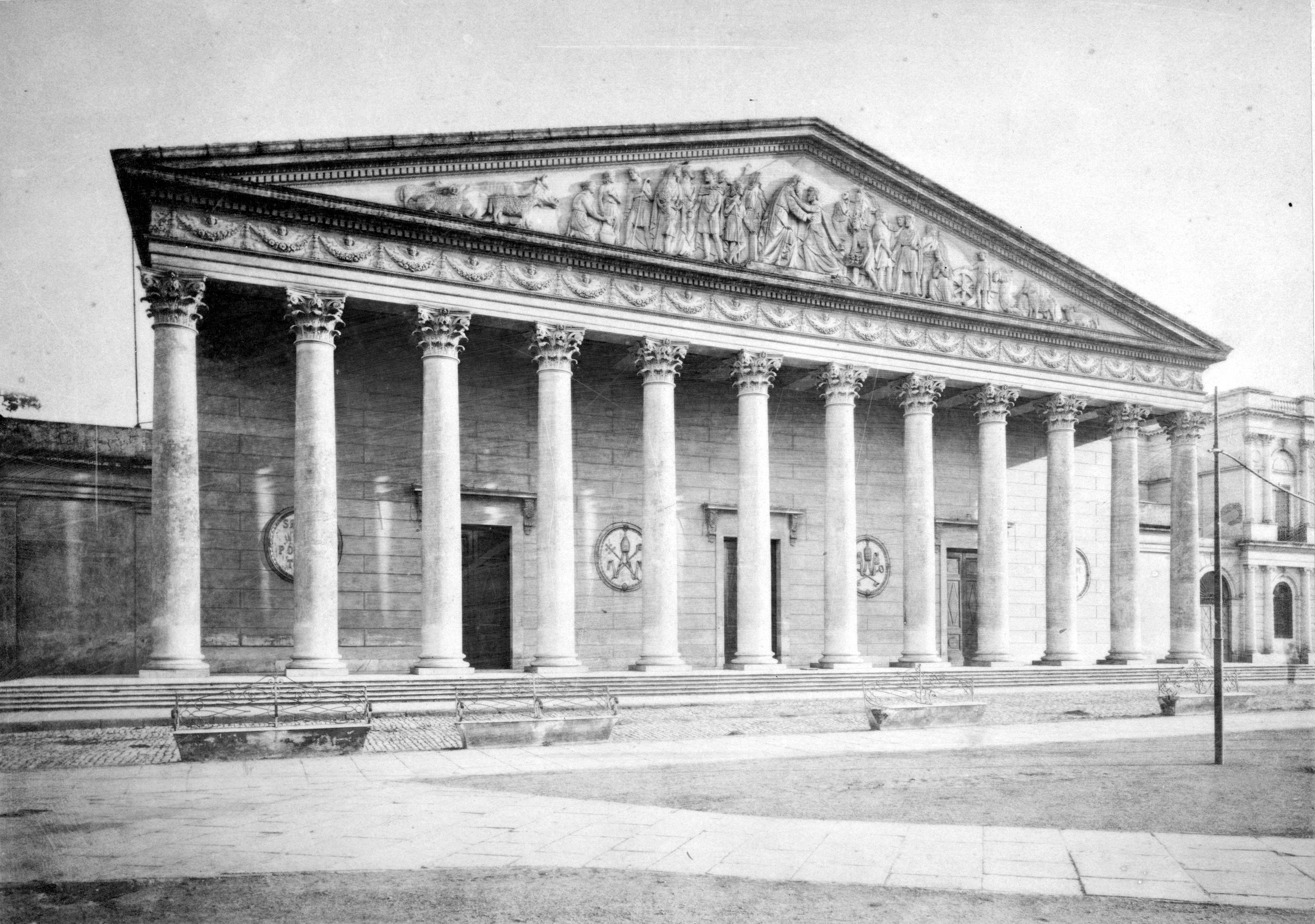
Catedral Metropolitana
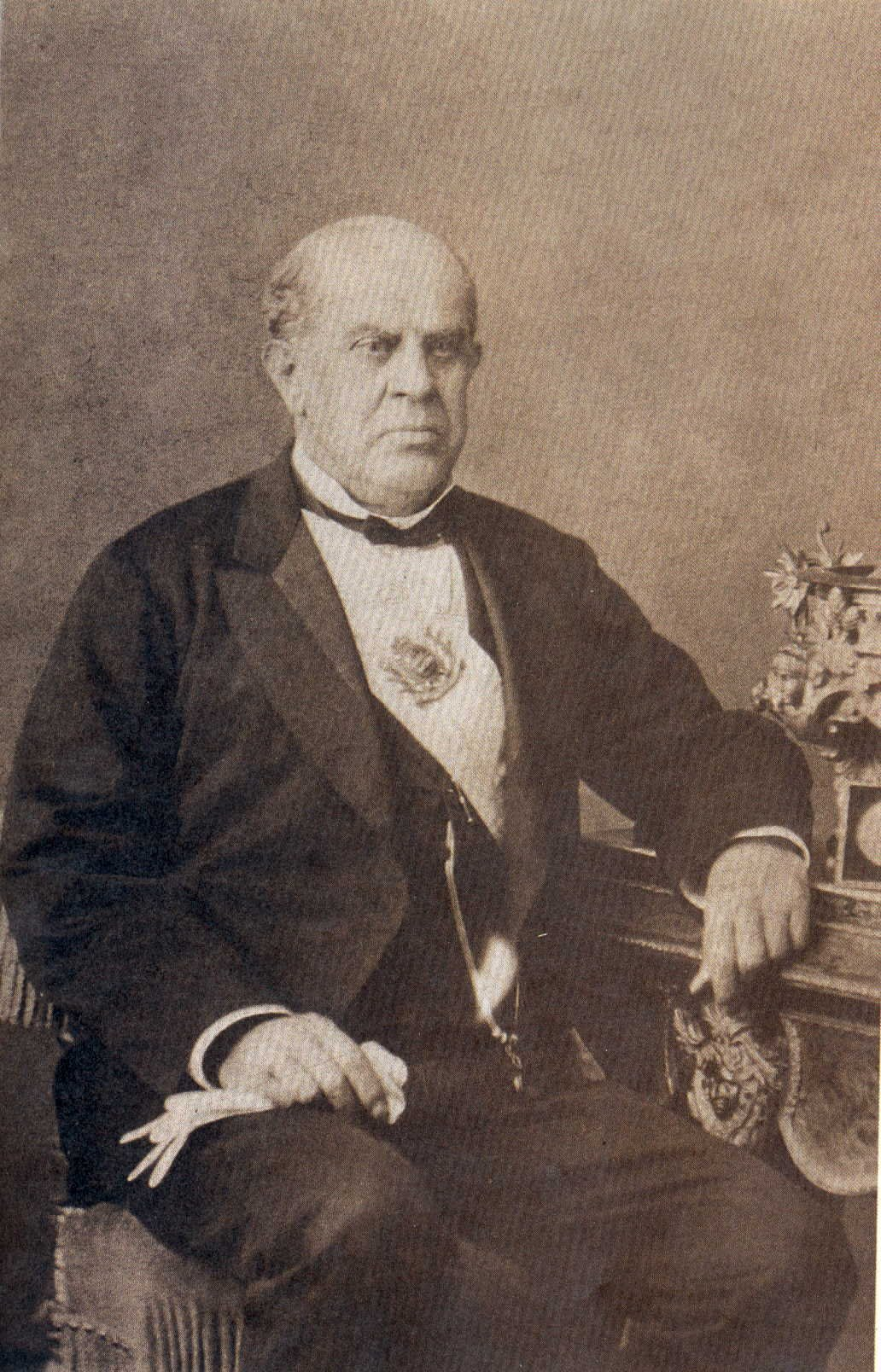
Domingo Sarmiento
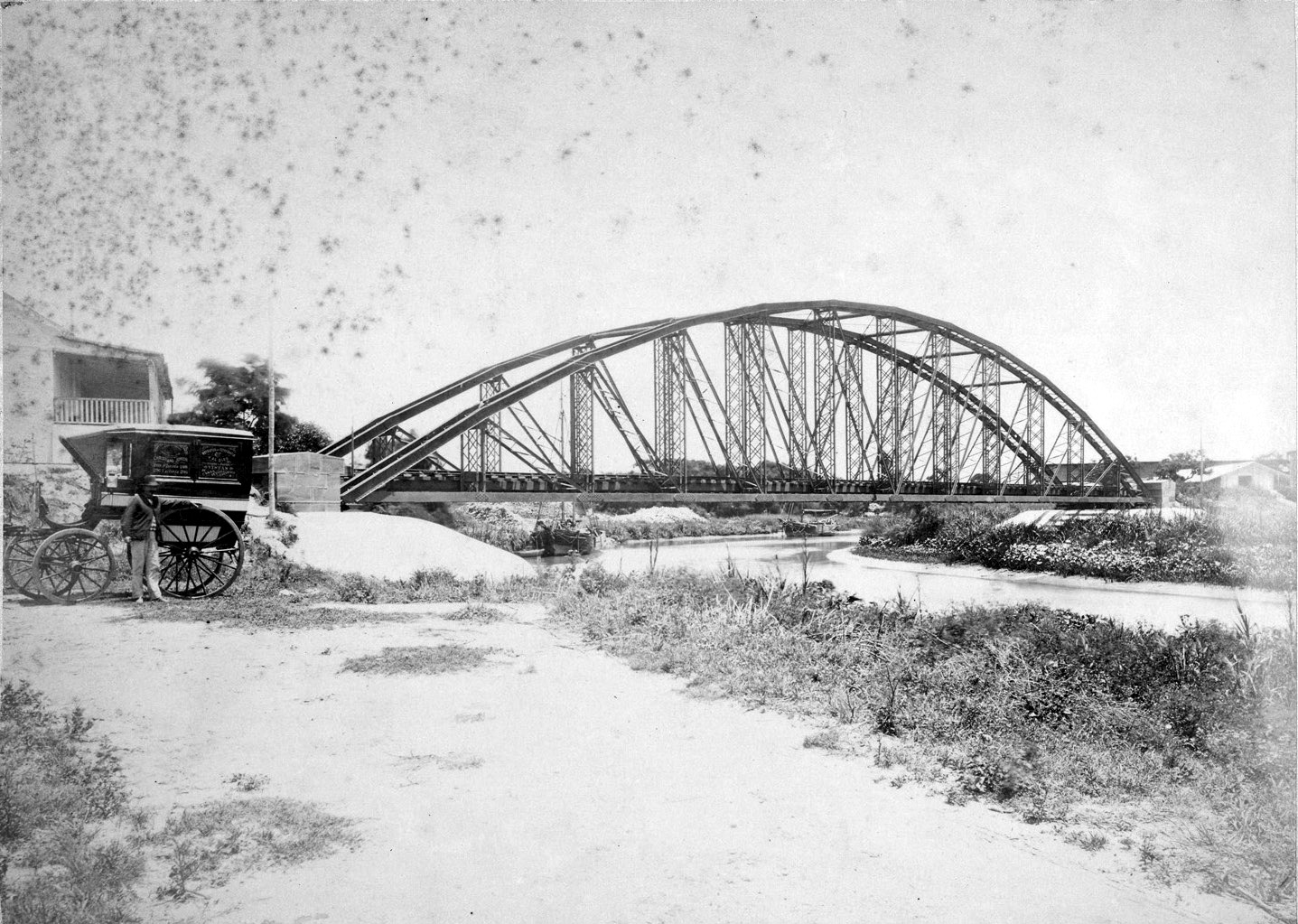
Puente del FC a Ensenada
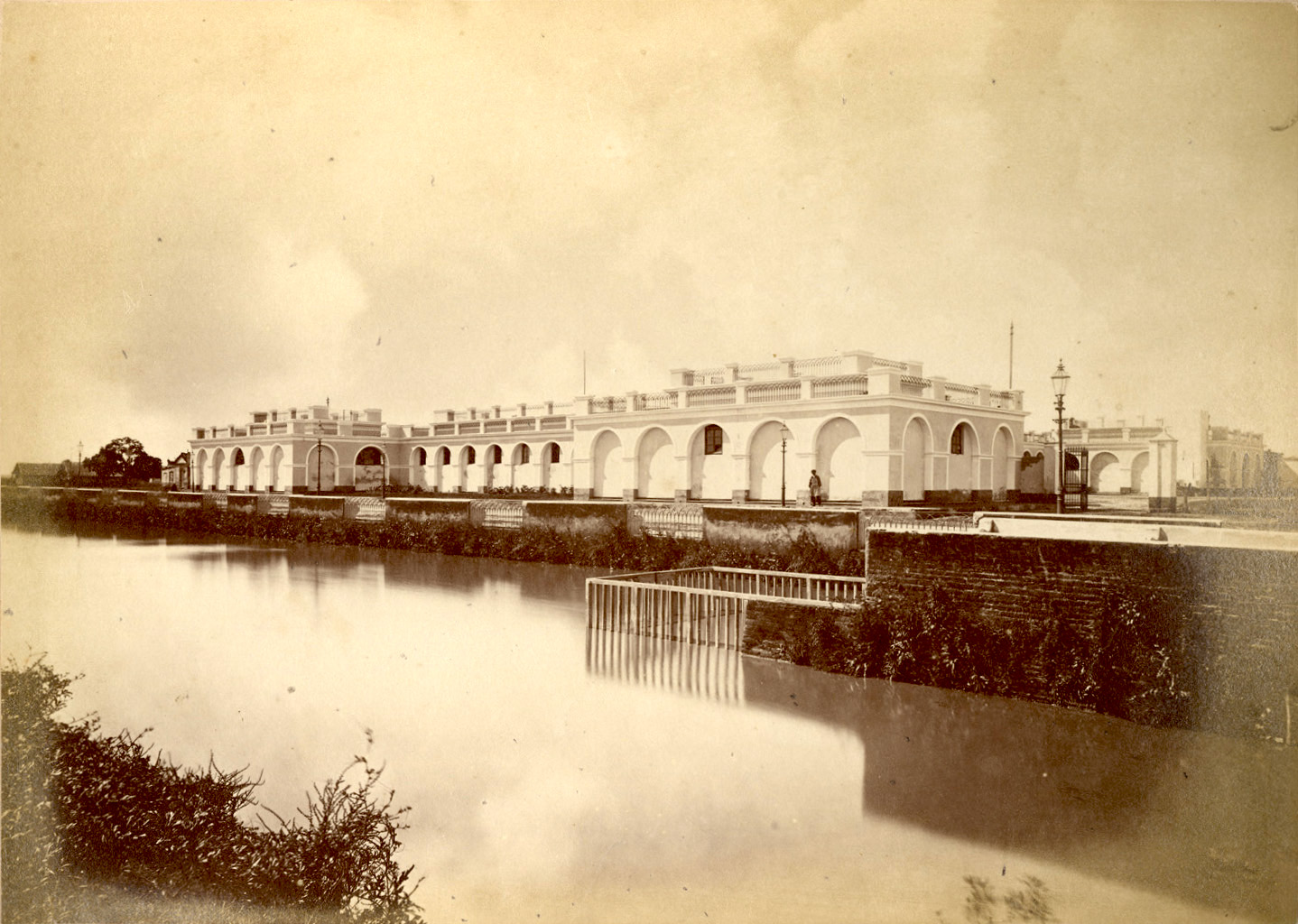
Residencia de J.M. de Rosas
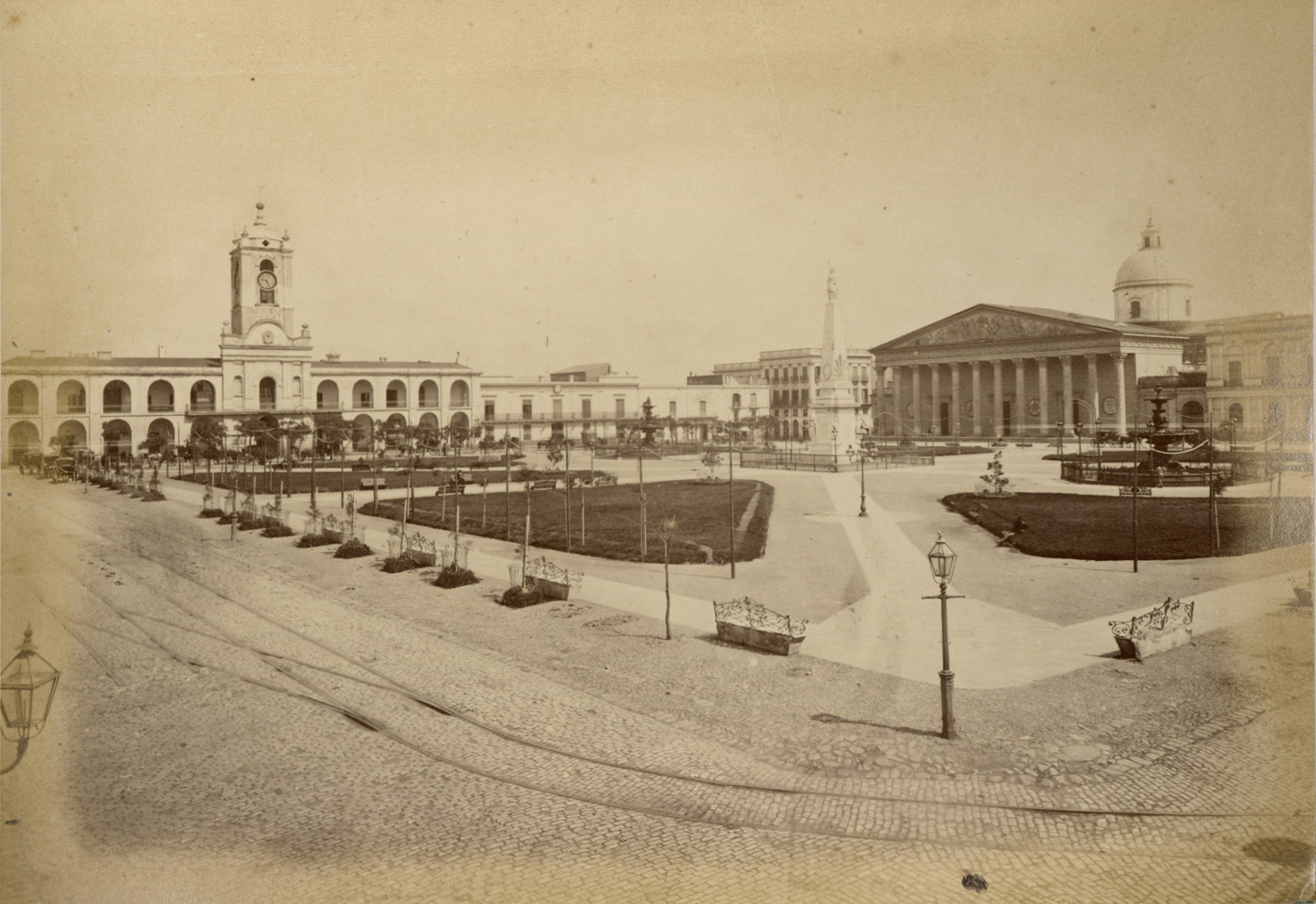
Plaza de Mayo
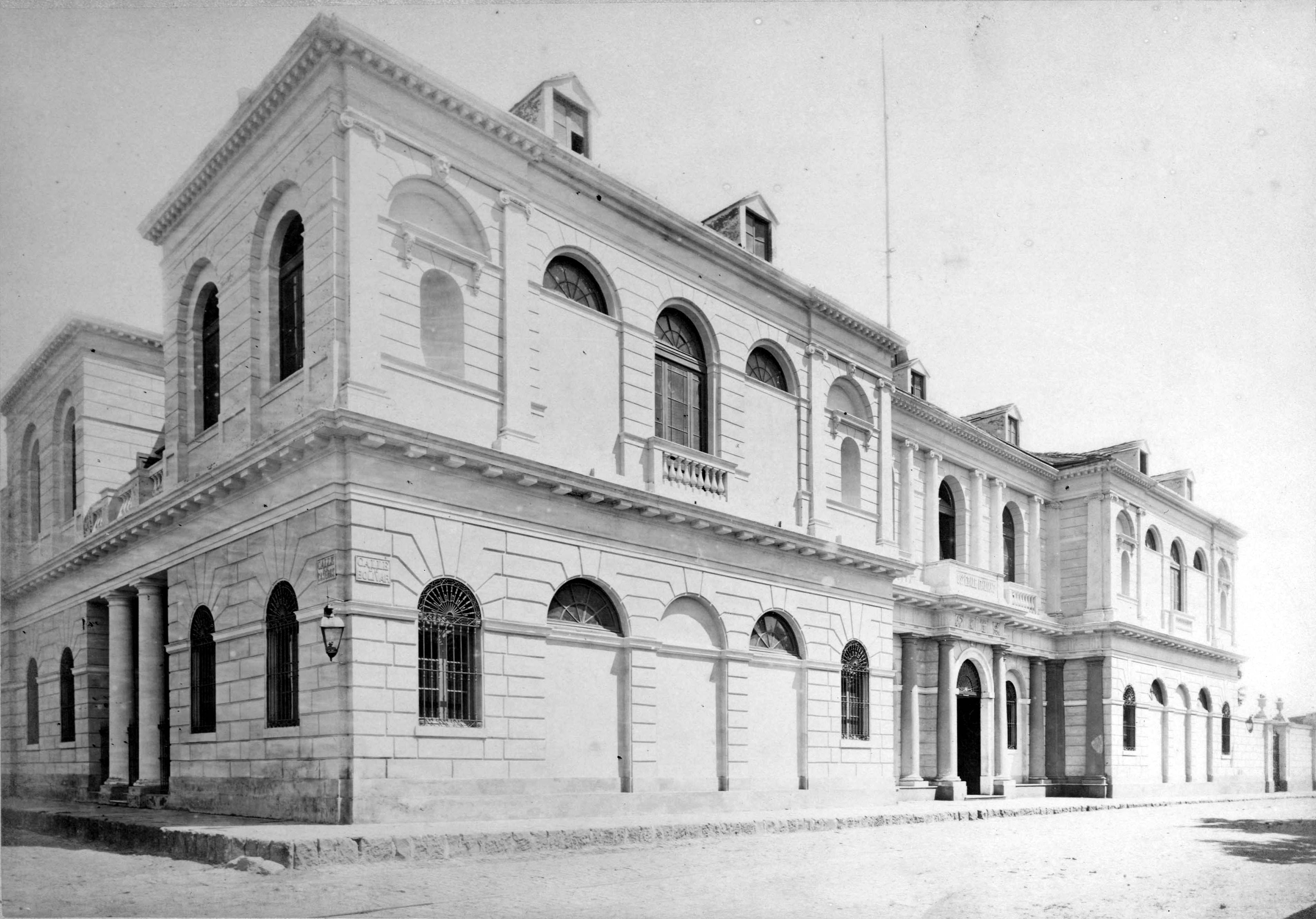
Hospital Italiano
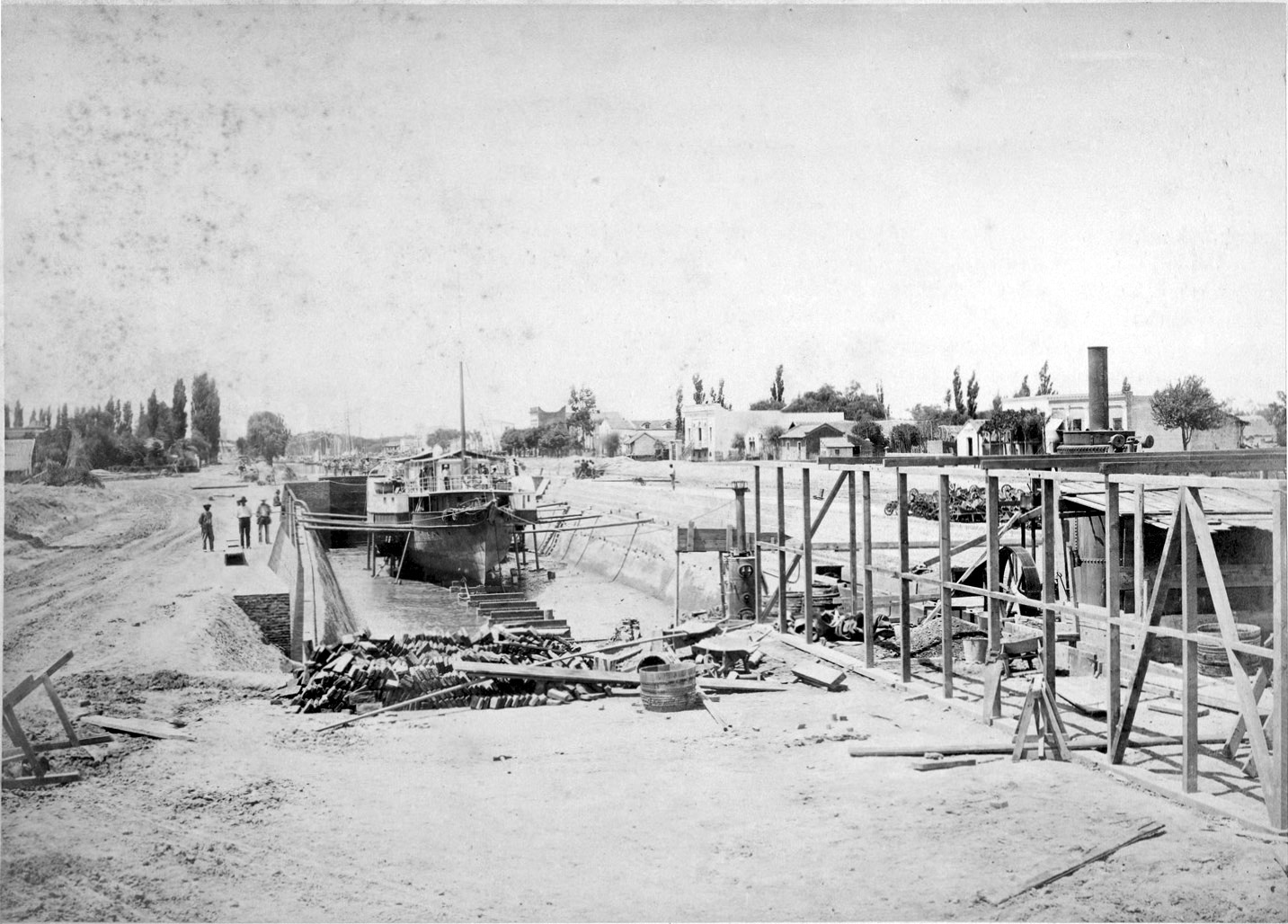
Dique de San Fernando
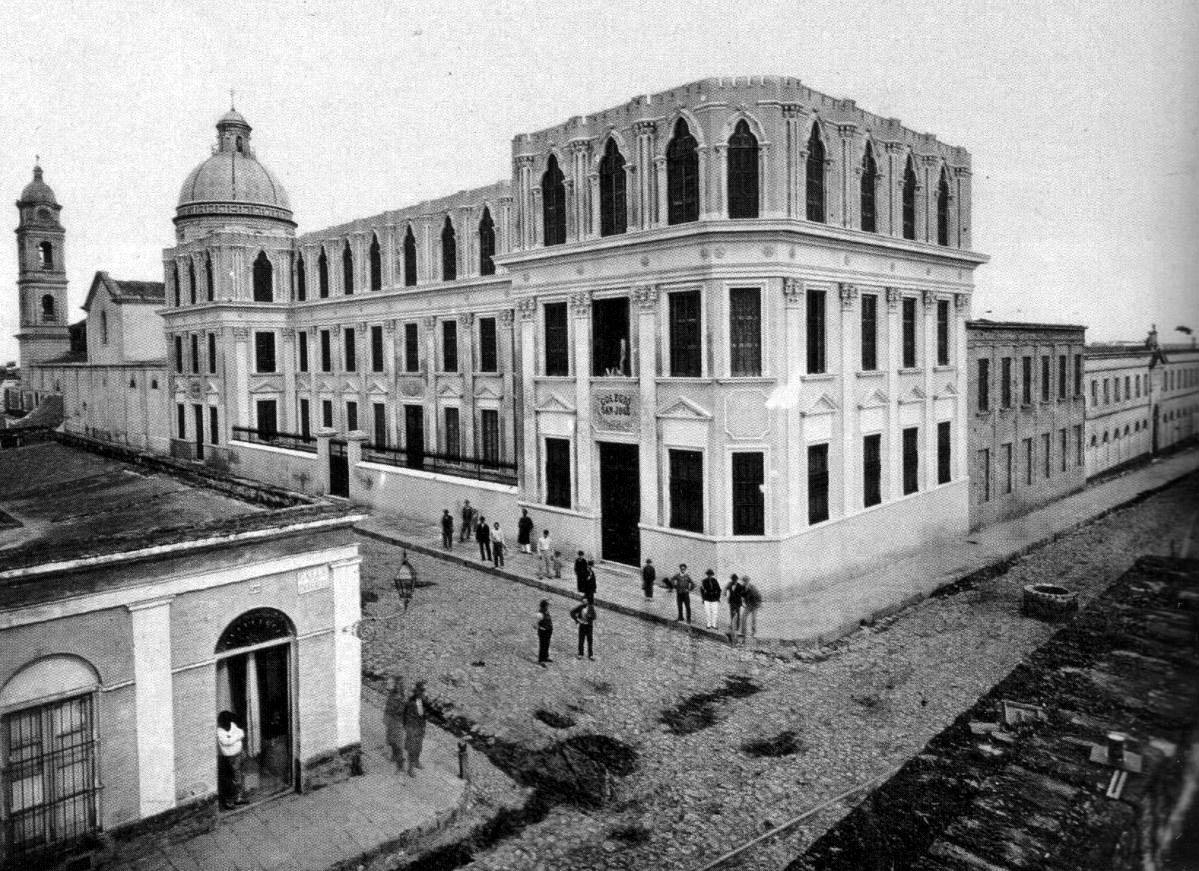
Calles de Buenos Aires